# 2000 في البرازيل
فيما يلي قوائم الأحداث التي وقعت خلال عام 2000 في البرازيل.

## رياضة
- 1 يناير – كأس العالم للأندية 2000 الفائز نادي كورينثيانز.
- 26 مارس – جائزة البرازيل الكبرى 2000 الفائز مايكل شوماخر.

## برامج ومسلسلات وأنمي
- جوليانا

## كتب
من الكتب التي صدرت هذه السنة في البرازيل:
- 1 يناير – الشيطان والآنسة بريم من تأليف باولو كويلو.

## مواليد

### يوليو
- 12 يوليو – فينيسيوس جونيور لاعب كرة قدم برازيلي.

### ديسمبر
- 29 ديسمبر – لوكاس سانتوس ممثل برازيلي.

## وفيات

### يناير
- 1 يناير – ألفريدو ألميدا ريغو (مواليد 1903) لاعب كرة قدم برازيلي.
- 1 يناير – هومبيرتو دي أراوجو بينيفينتو (مواليد 1903) لاعب كرة قدم برازيلي.

### أبريل
- 8 أبريل – مواسير باربوزا (مواليد 1921) لاعب كرة قدم برازيلي.

### مايو
- 18 مايو – دومينغوس داجويا (مواليد 1912) لاعب كرة قدم برازيلي.